# 大宇汽車
大宇汽车（Daewoo Motors）是大韩民国一家汽车公司，成立于1983年，最初隶属于大宇集团。2001年，在大宇集团陷入财务困境后，該公司将大宇汽车出售给通用汽车，此後大宇汽车成为通用汽车的子公司，2011年，大宇汽车被韓國通用汽車所取代。